# Língua carachaio-bálcara
A Língua carachaio-bálcara (Къарачай-Малкъар тил, Qaraçay-Malqar til) é uma língua turcomana falada pelos carachais e pelos bálcaros em Cabárdia-Balcária e Carachai-Circássia, na Rússia europeia, bem como por uma população imigrante na província de Afioncaraquissar, na Turquia. Também há falantes em menor quantidade no Cazaquistão, Armênia, Uzbequistão e Azerbaijão, além de alguns na diáspora nos Estados Unidos.

## Falantes
Ethnologue registra que pelo Censo da Rússia de 2002 a presença de 300 mil falantes do idioma no país e ainda cerca de 7 mil em países vizinhos e nos Estados Unidos. Dos falantes Russos, cerca de 192 mil são Carachais e 108 mil são Bálcaros. Dessas etnias, 97% falam a língua carachaio-bálcara.

## Outros nomes
A língua também é conhecida pelos nomes Karacaylar, Karachai, Karachaitsy, Karachay, Karachay-Balkar, Karachayla

## Dialetos
O idioma apresenta dois dialetoss: Karachay-Baksan-Chegem no qual dois fonemas são pronunciados como /tʃ/ e /dʒ/, e Balkar, no qual essas pronúncias são /ts/ e /z/.

## Alfabetos
Alfabeto cirílico em versão usada pela língua Carachaio-Bálcara:
| А а | Б б | В в   | Г г | Гъ гъ | Д д | Дж дж | Е е |
| Ё ё | Ж ж | З з   | И и | Й й   | К к | Къ къ | Л л |
| М м | Н н | Нг нг | О о | П п   | Р р | С с   | Т т |
| У у | Ў ў | Ф ф   | Х х | Ц ц   | Ч ч | Ш ш   | Щ щ |
| ъ   | Ы ы | ь     | Э э | Ю ю   | Я я |       |     |

Atual alfabeto latino usado pela língua Carachaio-Bálcara com base na escrita atualmente usada pela língua turca (não oficial):
| A a | B b | C c | Ç ç | D d | E e | F f | G g |
| Ğ ğ | H h | I ı | İ i | J j | K k | L l | M m |
| N n | Ñ ñ | O o | Ö ö | P p | Q q | R r | S s |
| Ş ş | T t | U u | Ü ü | V v | W w | Y y | Z z |

## Exemplos

### Números Carachai-Bálcaros
| 0          | 1         | 2         | 3       | 4           | 5         | 6           | 7            | 8             | 9              | 10      |
| ноль (nol) | бир (bir) | эки (eki) | юч (üç) | тёрт (tört) | беш (beş) | алты (altı) | джети (ceti) | сегиз (segiz) | тогъуз (toğuz) | он (on) |

### Expressões
| Português         | Carachaio-Bálcaro (Cirílico) | Carachaio-Bálcaro (Latino) |
| ----------------- | ---------------------------- | -------------------------- |
| Olá!              | Салам!                       | Salam!                     |
| Como vai você?    | Къалайса?                    | Qalaysa?                   |
| Qual é seu nome?  | Сени атынг къалайды?         | Seni atıñ qalaydı?         |
| Qual é sua idade? | Сеннге ненча джыл болгъанды? | Senñe nença cıl bolğandı?  |
| Desculpe-me!      | Кечериксиз!                  | Keçeriksiz!                |

### Oração – Pai Nosso
Alfabeto Cirílico
Тилек а былай этигиз:
Эй кёкледеги Атабыз!
Сени атынг сыйлы тутулсун.
Сени Патчахлыгъынг келсин.
Кёкде кибик, джерде да Сени буйругъунг болсун.
Бизни кюнлюк ётмегибизни бизге бюгюннге бер,
эм бизни борчларыбызны кеч,
биз да борчлуларыбызгъа кечгенибиз кибик эм да.
Бизни терилиўге тюшюрме, алай а бизни хыйлачыдан къутхар;
нек десенг, Патчахлыкъ да, кюч да, махтаў да ёмюрлеге да Сениди. Амин.
Alfabeto Latino
Tilek a bılay etigiz:
Ey kökledegi Atabız!
Seni atıñ sıylı tutulsun.
Seni Patçahlığıñ kelsin.
Kökde kibik, сerde da Seni buyruğuñ bolsun.
Bizni künlük ötmegibizni bizge bügünñe ber,
em bizni borçlarıbıznı keç,
biz da borçlularıbızğa keçgenibiz kibik em da.
Bizni teriliwge tüşürme, alay a bizni hıylaçıdan quthar;
nek deseñ, Patçahlıq da, küç da, mahtaw da ömürlege da Senidi. Amin.